# La Pomme
La Pomme (Brasil: A Maçã ) é um filme da França/Irã do gênero drama, escrito e dirigido por Samira Makhmalbaf.
Sua estreia no Brasil ocorreu em 8 de janeiro de 1999.